# Alejandro Coronel (baloncestista)
Alejandro Coronel (Corrientes, Argentina, 25 de julio de 1973-Ibidem, 26 de noviembre de 2010) fue un baloncestista profesional argentino que actuaba habitualmente en la posición de escolta. En 1995, mientras jugaba para Luz y Fuerza de Posadas, se convirtió en el primer jugador correntino en debutar en la Liga Nacional de Básquet, motivo por el cual es considerado uno de los máximos referentes del baloncesto de esa provincia. Asimismo su figura se convirtió en emblemática para los seguidores de San Martín de Corrientes, club en el que se formó como jugador y que lo homenajeó retirando la camiseta con el número 10. Falleció a los 37 años de edad, como víctima de un cáncer contra el que luchaba desde diciembre de 2002.

## Trayectoria
| Club                     | País      | Año         |
| ------------------------ | --------- | ----------- |
| San Martín de Corrientes | Argentina | 1987 - 1989 |
| Pingüinos                | Argentina | 1989        |
| Córdoba                  | Argentina | 1989 - 1991 |
| Unión de Ituzaingó       | Argentina | 1991        |
| San Jorge                | Argentina | 1992        |
| Personal de Cosecha      | Argentina | 1992 - 1993 |
| Regatas de Corrientes    | Argentina | 1993 - 1994 |
| La Unión de Colón        | Argentina | 1994 - 1995 |
| Luz y Fuerza de Posadas  | Argentina | 1995 - 1996 |
| Estudiantes de Olavarría | Argentina | 1996 - 1997 |
| Ferro                    | Argentina | 1997 - 1998 |
| Echagüe                  | Argentina | 1998 - 1999 |
| La Unión de Colón        | Argentina | 1999 - 2001 |
| Ben Hur                  | Argentina | 2001 - 2003 |
| Regatas de Corrientes    | Argentina | 2003        |
| Peñarol de Mar del Plata | Argentina | 2004 - 2005 |
| Obras Basket             | Argentina | 2005 - 2006 |
| San Martín de Corrientes | Argentina | 2006 - 2009 |